# Tropidoptera heliciformis
Tropidoptera heliciformis é uma espécie de gastrópode da família Amastridae.
É endémica dos Estados Unidos da América. 